# Sant'Angelo Lodigiano
Sant'Angelo Lodigiano est une commune de la province de Lodi, dans la région Lombardie, en Italie.

## Personnalités
- Mario Beccaria, maire de 1960 à 1964, membre de la Démocratie chrétienne (DC) et députée de 1968 à 1976.

- Françoise-Xavière Cabrini, sainte de l'église catholique romaine.

- Danilo Gallinari, basketteur italien.

- Alessandro Matri, footballeur italien.

- Gian Battista Sommariva, avocat, personnalité politique et collectionneur de Beaux-Arts.

## Administration
| Période       | Période          | Identité                         | Étiquette                 | Qualité |
| ------------- | ---------------- | -------------------------------- | ------------------------- | ------- |
| 2016          | 2023 (démission) | Maurizio Villa                   | Lega Salvini              |         |
| 15 avril 2023 | En cours         | Attilio Maria Gabriele Carnabuci | (commissaire préfectoral) |         |

### Hameaux
Domodossola, Galeotta, Ranera.

### Communes limitrophes
Pieve Fissiraga, Borgo San Giovanni, Castiraga Vidardo, Marudo, Villanova del Sillaro, Villanterio, Graffignana, Inverno e Monteleone, Miradolo Terme.